# Seat Córdoba WRC
Seat Córdoba WRC byl závodní automobil, který vznikl v rámci úsilí automobilky SEAT o účast ve světovém šampionátu v rallye (WRC). Tento vůz, odvozený z modelu SEAT Córdoba, byl speciálně upraven pro soutěžení ve světových rallye a dosáhl určitých úspěchů v této aréně.

## Vznik
SEAT, španělská automobilka, se rozhodla vstoupit do světa rallye v polovině 90. let 20. století. Jejich zájem směřoval k účasti ve světovém šampionátu v rallye (WRC), což je nejprestižnější série soutěží ve světě rallye. V roce 1998 SEAT představil svůj závodní vůz SEAT Córdoba WRC, který byl vyvinut ve spolupráci s firmou Oreca.
SEAT Córdoba WRC byl postaven na základě sériové verze modelu SEAT Córdoba, avšak byl značně modifikován pro potřeby rallyového závodění. Vůz byl vybaven šestnáctiventilovým turbomotorem o objemu 2,0 litru, který dosahoval výkonu kolem 300 koňských sil. Pohon všech čtyř kol zajišťovala speciální pohonná náprava.

## Soutěže
SEAT Córdoba WRC se účastnila světového šampionátu v rallye v letech 1998 až 2000. Během těchto let dosáhl několika významných úspěchů. Nejvýznamnějším bylo první místo v kategorii 2 litrů na rallye Monte Carlo v roce 1999. I přes své úspěchy v rallyových soutěžích se SEAT Córdoba WRC nedokázala udržet na vrcholu konkurence ve WRC. SEAT se nakonec rozhodl ukončit své angažmá ve světovém šampionátu v rallye a zaměřit se na jiné motoristické disciplíny.